# مارغاو
مارغاو هي مدينة تقع في ولاية غوا الهندية. عدد سكانها حوال 80 ألف. وهي ثاني أكبر مدن اٌليم والمركز التجاري والثقافي فيه.

## المناخ
يظهر الجدول التالي التغييرات المناخية على مدار السنة لمارغاو:
| البيانات المناخية لـمارغاو        | البيانات المناخية لـمارغاو | البيانات المناخية لـمارغاو | البيانات المناخية لـمارغاو | البيانات المناخية لـمارغاو | البيانات المناخية لـمارغاو | البيانات المناخية لـمارغاو | البيانات المناخية لـمارغاو | البيانات المناخية لـمارغاو | البيانات المناخية لـمارغاو | البيانات المناخية لـمارغاو | البيانات المناخية لـمارغاو | البيانات المناخية لـمارغاو | البيانات المناخية لـمارغاو |
| الشهر                             | يناير                      | فبراير                     | مارس                       | أبريل                      | مايو                       | يونيو                      | يوليو                      | أغسطس                      | سبتمبر                     | أكتوبر                     | نوفمبر                     | ديسمبر                     | المعدل السنوي              |
| --------------------------------- | -------------------------- | -------------------------- | -------------------------- | -------------------------- | -------------------------- | -------------------------- | -------------------------- | -------------------------- | -------------------------- | -------------------------- | -------------------------- | -------------------------- | -------------------------- |
| متوسط درجة الحرارة الكبرى °م (°ف) | 31.9 (89.4)                | 31.7 (89.1)                | 32.1 (89.8)                | 33.0 (91.4)                | 33.3 (91.9)                | 30.4 (86.7)                | 29.0 (84.2)                | 28.8 (83.8)                | 29.7 (85.5)                | 31.7 (89.1)                | 32.9 (91.2)                | 32.6 (90.7)                | 31.4 (88.6)                |
| متوسط درجة الحرارة الصغرى °م (°ف) | 19.8 (67.6)                | 20.6 (69.1)                | 23.2 (73.8)                | 25.5 (77.9)                | 26.4 (79.5)                | 24.7 (76.5)                | 24.3 (75.7)                | 24.0 (75.2)                | 23.9 (75.0)                | 23.8 (74.8)                | 22.2 (72.0)                | 20.9 (69.6)                | 23.3 (73.9)                |
| الهطول مم (إنش)                   | 0 (0)                      | 0.1 (0.00)                 | 0.6 (0.02)                 | 7.2 (0.28)                 | 97.1 (3.82)                | 861.5 (33.92)              | 899.8 (35.43)              | 591.6 (23.29)              | 256.3 (10.09)              | 116.5 (4.59)               | 33.9 (1.33)                | 16.2 (0.64)                | 2٬880٫8 (113.41)           |
| المصدر: IMD                       |                            |                            |                            |                            |                            |                            |                            |                            |                            |                            |                            |                            |                            |

## أعلام
- فرناندو دا كوستا ليال
- غيلبرت أوليفيرا
- كينان ألمييدا
- كليفورد ميراندا
- براندون فيرنانديز